# آندرانیک خچومیان
آندرانیک خچومیان (ارمنی: Անդրանիկ Խեչումյան؛ زاده ۱۳۳۴)، مترجم و بازیگر تئاترو عضو انجمن نویسندگان خانه تئاتر و همچنین عضو انجمن نویسندگان کودک و نوجوان است.
خچومیان، مترجم آثار بسیاری از زبان ارمنی به فارسی و فارسی به ارمنی است که موفق به دریافت نشان کانتق، از نشان‌های برجسته ارمنستان شد.

## زندگی
آندرانیک خچومیان سالِ ۱۳۳۴ (۱۷ اکتبرِ ۱۹۵۵) در تهران به دنیا آمد. وی زمینه‌ساز حضور نویسندگان و گروه‌های تئاتری دو کشور ارمنستان و ایران به مناسبت‌های مختلف بود. و عضو انجمن نویسندگان خانه تئاتر است. او تاکنون ۳۶ عنوان کتاب از ارمنی به فارسی ترجمه کرده است و نقش بسزایی در ارتباطات ادبی و فرهنگی بین ایران و ارمنستان دارد اولین مترجمی است که نمایشنامه‌های معاصر ارمنی را به زبان فارسی ترجمه کرد.

## جوایز و افتخارات
در شهریور ۱۳۸۹ انجمن نویسندگان و مترجمان ارمنستان به دلیل فعالیت فرهنگی و تلاش برای نزدیکی فرهنگ دو کشور ایران و ارمنستان و همچنین ترجمه نمایشنامه‌های ایرانی به ارمنی از این مترجم برجسته ایرانی ارمنی تجلیل و قدردانی کرد. وی سال ۱۳۹۵ موفق به دریافت نشان کانتق شد. این جایزه هر سال از سوی کانون نویسندگان ارمنستان با همکاری کلیسای اچمیادزین مقدس به مترجمان برتر سال اهدا می‌شود. خچومیان این جایزه را از دست ادوارد میلیتونیان، رئیس کانون نویسندگان و هنرمندان جمهوری ارمنستان دریافت کرده است.

## گزیده کتاب‌شناسی
خچومیان تاکنون ۲۸ عنوان کتاب از ارمنی به فارسی ترجمه کرده است و نقش بسزایی در ارتباطات ادبی و فرهنگی بین ایران و ارمنستان دارد.
- کتاب آدام
- اندوه بی پایان مردم غم‌زده
- چگونه مجرد را متأهل کرد
- چی کارلی
- به آینه نگاه نکن
- سربازها و عاشق‌ها
- غارنشینان
- چوکولو و کوکولو
- پشت چراغ قرمز و با نوای ویلن
- آدمکش
- عالیجنابان مفلس
- گرگ تنها
- زندگی بر شاهراه قدیم رم
- بازی دوران و رساله‌ای دربارهٔ دستمال
- زن رئیس شورای محله
- سال‌های نفرین شده (۱۹۱۹–۱۹۱۴)
- شاید نجات یابیم
- جلسو مینو در سرزمین دروغ‌گوها
- رفیق پانجونی
- خانم سویج عجیب
- بانوی قلعهٔ تسخیرشده

## جوایز
- نشان کانتق، از نشان‌های اتحادیه نویسندگان ارمنستان که به مترجمان اعطا می‌شود.[۵]
- لوح یادبود از طرف نشر افق[۶]

## واکنش‌ها
آندرانیک سیمونیان، رئیس کرسی ارمنی‌شناسی دانشگاه آزاد تهران نیز با اشاره به اهمیت کار مترجمینی که تقرب فرهنگی دو ملت را باعث می‌شوند به نزدیکی و تشابهات فرهنگی ایرانیان و ارمنیان پرداخت.